# Stenophylax espanioli
Stenophylax espanioli là một loài Trichoptera trong họ Limnephilidae. Chúng phân bố ở miền Cổ bắc.